# Polo-shirt
En polo-shirt (poloshirt eller polo) er en slags T-shirt med krave, lukning med typisk to eller tre knapper og måske en brystlomme.
Poloer er normalt af strikket bomuld (frem for vævet stof) og er typisk  piqué- eller i  jerseystrikning (bruges ofte til poloer i barbadosbomuld) i silke, merinould, kunstfibre eller blandinger. En polo i kjolelængde kaldes en polokjole.